# Spoorbedding
Een spoorbedding is onderdeel van de bovenbouw waarop de dwarsliggers en rails worden gelegd. De spoorbedding bestaat meestal uit ballast, vandaar de naam ballastbed. Bij ballastloze sporen kan de spoorbedding uit beton of asfalt bestaan. Een spoorberm is een berm naast de spoorbedding.
Oude spoorbeddingen worden soms gebruikt voor het aanleggen van recreatieve wandel- en fietspaden. De Fietssnelweg F106 Aarschot-Herentals, voorheen Spoorlijn 29, is daar een voorbeeld van.
In de berm van verlaten spoorbeddingen ontwikkelt er zich zonder menselijk ingrijpen een ecosysteem van planten, struiken en bomen en kleine dieren zoals insecten, bijvoorbeeld vlinders.